# Самбор
Самбор – слов'янське чоловіче ім'я, що складається з частин Сам- ("самотній") та -бор ("боротися, воювати"). Може бути визначене як "самотній воїн".
Іменини Самбора припадають на 25 листопада.

## Відомі особи
- Самбор (князь Рюгену)
- Самбор I (князь Східної Померанії)
- Самбор II